# Jordy Buijs
Jordy Buijs (Ridderkerk, 28 december 1988) is een Nederlands voetballer die bij voorkeur als middenvelder speelt.

## Clubcarrière
In het seizoen 2007/08 behoorde Buijs tot de selectie van het eerste elftal van Feyenoord. Omdat hij daar echter niet aan spelen toekwam, werd hij voor een half seizoen verhuurd aan De Graafschap. In het halve seizoen dat Buijs bij De Graafschap speelde, maakte hij indruk en tekende hij bij De Graafschap een contract voor drie seizoenen. In maart 2011 werd bekend dat Buijs transfervrij naar NAC Breda zou vertrekken. Hij tekende een contract voor drie jaar. In de drie seizoenen was hij een vaste kracht; in de seizoenen 2012/13 en 2013/14 speelde hij elk 32 competitieduels. Op 23 mei 2014 maakte Buijs bekend zijn aflopende contract bij NAC Breda niet te verlengen. Een week later tekende hij een contract voor twee jaar bij sc Heerenveen.
In Heerenveen debuteerde Buijs in de eerste speelronde van het seizoen 2014/15 tegen promovendus FC Dordrecht (1–2 verlies). In de uitwedstrijd tegen Ajax op 22 november 2014 (4-1 verlies) liep Buijs een zware knieblessure op. Hij scheurde een kruisband in zijn linkerknie af, en met een verwachte herstelperiode van 9 maanden was het seizoen voorbij voor Buijs. Op 18 oktober 2015 maakte hij zijn rentree bij de Friezen, maar uiteindelijk bleek hij op het tweede plan te zijn beland. In december 2015 liet hij zijn contract ontbinden en tekende hij voor een half jaar bij Roda JC. Hier droeg hij in zeventien competitiewedstrijden in vijf maanden bij aan het behalen van de veertiende plaats in de Eredivisie.
Buijs tekende in juli 2016 een contract voor één jaar bij Pandurii Târgu Jiu, de nummer drie van Roemenië in het voorgaande seizoen. Dat lijfde hem transfervrij in. In november verliet hij de club. In januari 2017 ging hij in Australië voor Sydney FC spelen. Met de club werd hij tweemaal eerste in de reguliere competitie en werd in 2017 ook de play-off voor het landskampioenschap gewonnen. Ook won hij met zijn club de FFA Cup 2017. In mei 2018 verliet Buijs Sydney. In juli van dat jaar tekende hij een contract voor anderhalf jaar bij V-Varen Nagasaki dat uitkomt in de Japanse J1 League. In januari 2019 ging hij op huurbasis naar Tokushima Vortis dat in de J2 League speelt. Vanaf 2020 speelt Buijs voor Kyoto Sanga dat eveneens uitkomt in de J2 League.

### Carrièrestatistieken
| Seizoen         | Club                                    | Competitie      | Competitie | Competitie | Beker | Beker | Internationaal | Internationaal | Overig | Overig | Totaal | Totaal |
| Seizoen         | Club                                    | Competitie      | Wed.       | Dlp.       | Wed.  | Dlp.  | Wed.           | Dlp.           | Wed.   | Dlp.   | Wed.   | Dlp.   |
| --------------- | --------------------------------------- | --------------- | ---------- | ---------- | ----- | ----- | -------------- | -------------- | ------ | ------ | ------ | ------ |
| 2007/08         | Feyenoord                               | Eredivisie      | 0          | 0          | 0     | 0     | 0              | 0              | —      | —      | 0      | 0      |
| 2007/08         | → BV De Graafschap (huur)               | Eredivisie      | 6          | 0          | 0     | 0     | —              | —              | 0      | 0      | 6      | 0      |
| 2008/09         | BV De Graafschap                        | Eredivisie      | 28         | 1          | 3     | 0     | —              | —              | 5      | 1      | 36     | 2      |
| 2009/10         | BV De Graafschap                        | Eerste divisie  | 32         | 9          | 1     | 0     | —              | —              | —      | —      | 33     | 9      |
| 2010/11         | BV De Graafschap                        | Eredivisie      | 29         | 0          | 1     | 0     | —              | —              | —      | —      | 30     | 0      |
| 2011/12         | NAC Breda                               | Eredivisie      | 28         | 1          | 1     | 0     | —              | —              | —      | —      | 29     | 1      |
| 2012/13         | NAC Breda                               | Eredivisie      | 32         | 4          | 3     | 0     | —              | —              | —      | —      | 35     | 4      |
| 2013/14         | NAC Breda                               | Eredivisie      | 32         | 6          | 2     | 0     | —              | —              | —      | —      | 34     | 6      |
| 2014/15         | sc Heerenveen                           | Eredivisie      | 12         | 0          | 1     | 0     | —              | —              | 0      | 0      | 13     | 0      |
| 2015/16         | sc Heerenveen                           | Eredivisie      | 3          | 0          | 0     | 0     | —              | —              | 0      | 0      | 0      | 0      |
| 2015/16         | Roda JC Kerkrade                        | Eredivisie      | 17         | 1          | 1     | 0     | —              | —              | 0      | 0      | 18     | 1      |
| 2016/17         | Pandurii Târgu Jiu                      | Liga 1          | 7          | 0          | 0     | 0     | 1              | 0              | 0      | 0      | 8      | 0      |
| 2016/17         | Sydney FC                               | A-League        | 12         | 1          | 0     | 0     | 0              | 0              | 0      | 0      | 12     | 1      |
| 2017/18         | Sydney FC                               | A-League        | 28         | 0          | 1     | 0     | 0              | 0              | 0      | 0      | 29     | 0      |
| 2018            | [[V-Varen Nagasaki\| V-Varen Nagasaki]] | J-League        | 16         | 1          | 0     | 0     | 0              | 0              | 0      | 0      | 16     | 1      |
| 2019            | [[Tokushima Vortis\| Tokushima Vortis]] | J2-League       | 40         | 8          | 0     | 0     | 0              | 0              | 0      | 0      | 40     | 8      |
| 2020            | [[Kyoto Sanga FC\| Kyoto Sanga]]        | J2-League       | 39         | 2          | 0     | 0     | 0              | 0              | 0      | 0      | 39     | 2      |
| 2021            | [[Kyoto Sanga FC\| Kyoto Sanga]]        | J2-League       | 23         | 4          | 0     | 0     | 0              | 0              | 0      | 0      | 23     | 4      |
| Carrière totaal | Carrière totaal                         | Carrière totaal | 384        | 38         | 14    | 0     | 1              | 0              | 5      | 1      | 401    | 39     |

## Interlandcarrière
Buijs speelde achttien interlands voor Nederland onder 17, waarin hij één doelpunt maakte. Ook vertegenwoordigde hij Nederland in de jeugdelftallen onder 18 en 19.